# Escrime bolonaise

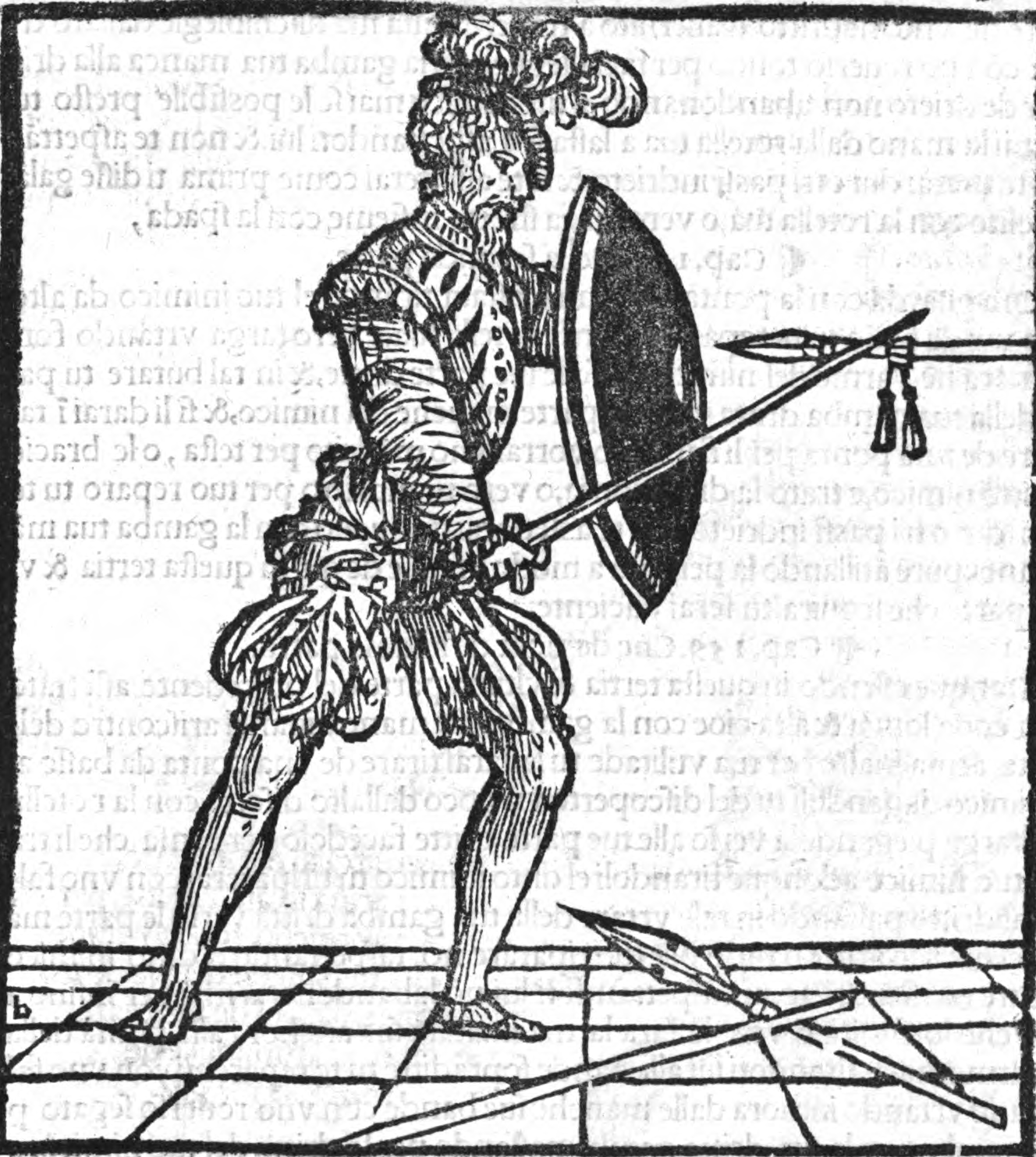
Epée et rondache contre lance, illustration tirée de lOpera Nova d'Achille Marozzo, 1536

La tradition d'escrime bolonaise, ou école bolonaise (scuola bolognese) d'escrime, ou encore tradition dite de « Dardi », est un style d'escrime qui s'est développé à partir de la ville de Bologne, en Italie du Nord, durant le XVe siècle et surtout le XVIe siècle. 
Ce style est connu par un certain nombre de traités qui partagent une grande unité dans la nomenclature des gardes, des coups, des techniques et de la pédagogie qui est exposée. Il a grandement participé à instaurer l'Italie comme grand foyer de l'escrime de la Renaissance. Ce style, souvent pratiqué à l'épée de côté, effectue la transition entre l'escrime médiévale et l'escrime pratiquée au Grand Siècle à la rapière. Par ce biais, l'escrime bolonaise a eu une influence fondamentale sur l'histoire de l'escrime européenne,.
Le terme d'escrime « bolognaise », souvent rencontré, est une erreur : en effet le gentilé de la ville de Bologne est « bolonais », c'est donc cette graphie que l'article utilise.

## Contexte historique

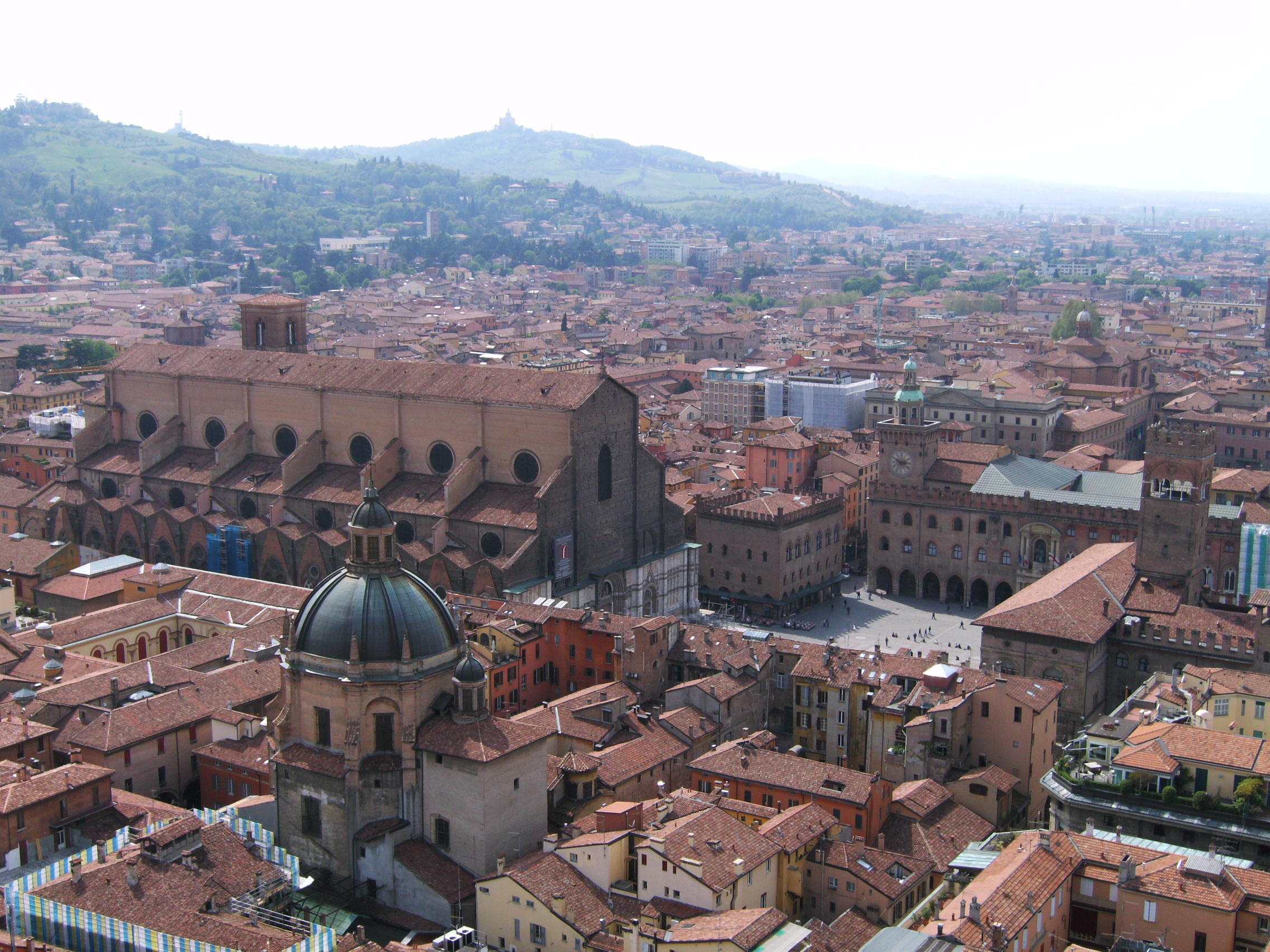
Vue de la ville de Bologne

La tradition de l'escrime dans la ville de Bologne, en Italie du Nord, est ancienne puisque des sources diverses permettent d'établir la présence de nombreux maîtres d'armes déjà au XIVe siècle: un certain maître Rosolino en 1338, un maître Nerio en 1354 et un maître Francesco en 1385.
De manière générale la fin du XIVe siècle et le début du XVe siècle fut une époque riche pour l'escrime en Europe. En 1409, âgé d'une soixantaine d'années, le maître Fiore dei Liberi rédigea la première version de son Flor di Battaglia ; il est originaire de Frioul, en Italie du Nord. Entre 1482 et 1487, le pisan Filippo Vadi (it) publie De Arte Gladiatoria Dimicandi, dans la lignée de Dei Liberi. Dans le sud du Saint-Empire, c'est probablement à la fin du XIVe siècle que le maître mystérieux Johannes Liechtenauer a rédigé son billet qui fut le début de la plus grande tradition d'escrime germanique.
En 1413, il est fait état d'un maître d'armes, Lippo Bartolomeo Dardi (fin XIVe siècle - 1464), qui obtint cette année-là sa maîtrise et qui a fondé une salle d'armes à deux pas de l'université de Bologne. La ville de Bologne était à ce moment un centre culturel important puisque son université fondée en 1088 est la plus ancienne au monde ; d'ailleurs, Dardi y devint professeur de mathématiques et d'astronomie vers 1443 après la publication d'un traité sur la relation entre escrime et géométrie. C'est Dardi qui est généralement tenu pour être le fondateur de l'école bolonaise d'escrime, mais cette affirmation, réalisée au début du XXe siècle est teintée de nationalisme car faite en réaction au traité influent de l'escrimeur et historien anglais Egerton Castle qui a minimisé les apports bolonais. 
La terminologie des gardes et coups utilisée par les maîtres bolonais, est voisine de celle de De'i Liberi et Vadi (pourtant distincts des bolonais au niveau stylistique), ainsi que d'autres maîtres italiens ce qui laisse supposer que l'escrime bolonaise découle d'un substrat commun présent dans l'Italie du Nord au XIVe siècle. De plus, les auteurs des textes bolonais ne se citent pas entre eux, ce qui rend difficile l'établissement d'une lignée d'escrimeurs et discutable la notion de "tradition" pour l'escrime bolonaise. La spécificité bolonaise ne tient pas particulièrement à un grand maître fondateur dont tous les traités se réclament avec une certaine vénération, contrairement à l'escrime germanique de la tradition de Liechtenauer.

## Les traités connus

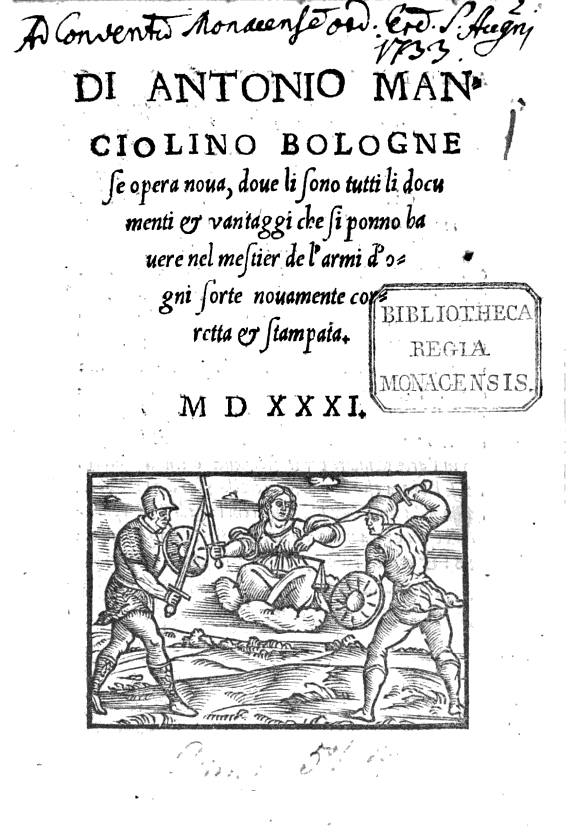
Première page de lOpera Nova de Manciolino, seconde édition, 1531

À l'heure actuelle, l'ouvrage de Dardi n'a pas été retrouvé, mais on pense qu'il a fondé une lignée qui passe par un second maître, Guido Antonio di Luca (?-1514). Il n'y a pas non plus, de manière avérée, de traité de la main de cet homme, mais son élève Achille Marozzo lui rendit hommage dans son traité en écrivant que « de son école sont sortis plus de combattants que du ventre du cheval de Troie ». Achille Marozzo est sans doute le maître le plus connu de la tradition bolonaise mais il ne fut pas le premier à publier ; en effet, vers 1522-1523, Antonio Manciolino, publia son Opera Nova, dont seule la seconde édition de 1531 nous est parvenue. Marozzo publia sa propre Opera Nova dell'Arte delle Armi en 1536, qui fut réédité plusieurs fois jusque dans le XVIIe siècle. Suivit Angelo Viggiani (?-1552, avec son traité Lo schermo, rédigé en 1561 et publié en 1575), puis Giovanni dall'Agocchie, avec son traité Dell Arte di Scrima de 1572.
Une source précisément datée de 1504 et publiée en 1513, le "Viridario", a été remise récemment à jour; elle est assignée à un poète, Giovanni Filoteo Achillini, connu pour promouvoir la langue italienne vulgaire pratiquée à Bologne, en lieu du Latin. Ainsi, dans son ouvrage , il a traduit un texte influent écrit en Latin, le "Foenix" de Pietro Tomai ; il a également fournit une description de plus de quarante vers sur l'instruction des fils de Minos par le centaure Chiron à l'épée-bocle, mentionnant les gardes et des jeux de techniques et contres, utilisant la même terminologie et style que les auteurs plus tardifs. Il est possible que ce texte soit également une traduction en italien d'un texte en Latin plus ancien.
Deux ouvrages complémentaires récemment découverts et transcrits, les MSS Ravenna 345 et 346, sont anonymes et sont difficilement datables (ils sont probablement antérieurs à 1520). Le manuscrit MS-345, dans son introduction, a de nombreuses similitudes avec le traité de Manciolino. Les auteurs modernes de la transcription du manuscrit ont émis l'hypothèse que l'auteur était Guido Antonio di Luca mais cette hypothèse est discutable: en effet, le manuscrit ne mentionne même pas la ville de Bologne contrairement aux autres auteurs qui prennent soin de mentionner leur origine, comme cela est généralement pratiqué alors. Pourtant, par leur similarité avec les autres sources, les MSS Ravenna 345 et 346 sont surnommés "Anonyme bolonais" dans la communauté des Arts martiaux historiques européens; ils apportent un éclairage précieux aux autres traités.
Enfin, d'autres auteurs plus tardifs relèvent également de cette tradition, mais leurs traités sont considérés comme mineurs par rapport à ceux évoqués ci-dessus car ils n'apportent pas réellement d'éclairage nouveau ni d'innovation.

## Les armes

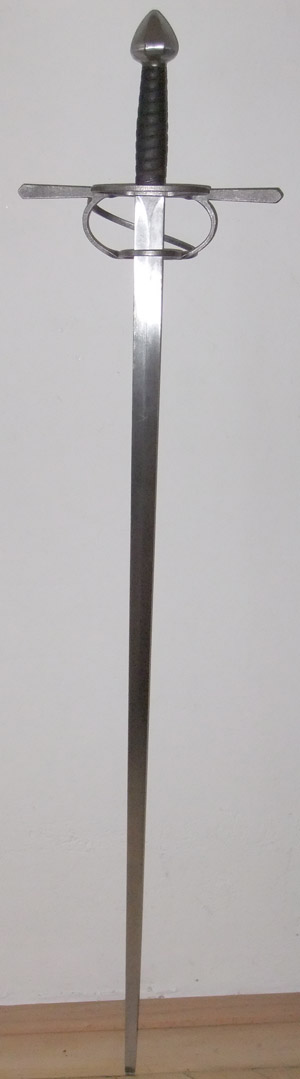
Une spada da lato typique (reproduction moderne)

Les armes utilisées dans les traités bolonais sont nombreuses: l'escrime bolonaise est un système complet, mais cela est généralement le cas également pour les autres styles contemporains. 
Les traités exposent l'utilisation des armes suivantes :
- L'épée seule :
  - elle peut être à deux mains (espadon), chez Marozzo ;
  - ou à une main, chez tous les auteurs
- L'épée et sa main gauche :
  - la dague
  - la rondache
  - le bocle
  - la targe
  - la cape
  - une seconde épée (chez Marozzo, Manciolino): ce sont les rares auteurs à mentionner ce style de combat dans la littérature européenne
- Les armes d'hast : principalement la pertuisane avec et sans bouclier, la lance, la vouge (Marozzo, Manciolino)
- La lutte est évoquée par la possibilité de lutter au corps à corps lors d'un combat à l'épée (peu de techniques sont cependant exposées, contrairement aux traités germaniques contemporains ou aux traités de Fiore de'i Liberi); elle est également présente dans des techniques de désarmement contre un adversaire armé d'une dague (chez Marozzo)
- La joute équestre est évoquée chez Dall'Agocchie, brièvement

Le type d'épée utilisé, lorsqu'elle est à une main, n'est pas explicité dans le texte: le système est se veut généraliste et de toute manière, l'habitude de classer les épées par type est beaucoup plus récente (elle date typiquement du XIXe siècle). Cependant, l'iconographie montre que les épées sont souvent du type appelé aujourd'hui spada da lato (en anglais Sidesword) que l'on peut traduire par « épée de côté ». Il s'agit d'une arme apparue dans le dernier quart du XVe siècle présentant une garde complexe, avec en particulier des pas d'âne, c'est-à-dire des anneaux placés à la base de la lame, contre les quillons, afin de pouvoir y passer l'index par-dessus le quillon. Cette arme est le précurseur, et le contemporain de la rapière, et les traités bolonais sont les premiers à les illustrer en action.

## Style

### Les gardes
L'escrime bolonaise utilise un nombre important de gardes: de 10 à 20, selon la manière de compter; cette nomenclature est largement plus développée et complexe que les standards habituels de l'époque en Europe. La terminologie est globalement unifiée, malgré tout, des termes similaires recouvrent parfois des gardes différentes selon les auteurs. 
Les auteurs distinguent les gardes hautes, des gardes basses.

#### Gardes hautes
Les gardes hautes s'effectuent pied gauche ou droit devant,:
- la garde haute (guardia alta): bras tendu au-dessus de la tête à la verticale, la pointe de l'épée pointant vers l'arrière
- la garde de la tête (guardia di testa): sorte de quinte d'escrime moderne
- la garde de la licorne (guardia d'alicorno) de dall'Agocchie: sorte de garde de prime haute ou de seconde haute moderne (Marozzo les distingue, selon le côté, sous le nom de becca possa ou becca cesa).
- la guardia d'entrare: bras et épée tendus vers l'adversaire, la main en supination (pouce à droite)
- la guardia di faccia: de même, avec la main en pronation (pouce vers la gauche)
- deux gardes spécifiques à l'emploi du bocle ou de la targe:
  - la garde de dessus le bras (guardia sopra il braccio): le bras gauche tendu tient le bocle, l'épée est tenue la garde au-dessus du bras gauche, la pointe vers l'arrière
  - la guardia de sous le bras (guardia di sotto il braccio): le bras gauche tendu tient le bocle, l'épée est tenue la garde au niveau de l'aisselle gauche, la pointe vers l'arrière

#### Gardes basses
Les gardes basses sont séparées en deux grandes catégories, en supposant que le tireur soit droitier :
- Les gardes de la famille de la queue longue (coda lunga): la main est à la droite de la jambe droite
  - chez Manciolino, dall'Agocchie la coda longa est faite pied droit devant sauf pour la coda longa alta (voir plus bas) où le pied gauche est devant
  - chez Marozzo, il en va de même mais les illustrations sont parfois contradictoires avec le texte
  - dans l'anonyme MS-345 il est précisé que la position du pied n'importe pas
- Les gardes de la famille de la porte de fer (porta di ferro): la main est à la gauche de la jambe droite ; on distingue
  - les portes de fer simples : pied droit devant
  - les portes de fer dites du sanglier (cinghiale): pied gauche devant.

Pour les gardes basses, chaque garde dispose de trois variantes: la variante haute (alta), la variante étroite (stretta) et la variante large (larga); pour la variante haute la pointe est vers le haut; en variante étroite la pointe est intermédiaire, et en variante large la pointe est vers le sol; cela correspond donc à trois positions successives de la lame lors d'une frappe de taille de haut en bas. En outre, les gardes de la queue longue ont également une variante distale (coda lunga larga e distesa) où l'épée pointe vers le sol derrière soi.

#### Le nom des gardes et les similitudes avec d'autres traditions
Il est important de noter que les termes de coda longa, porta di ferro, sanglier se retrouvent également chez d'autres auteurs italiens comme Fiore de'i Liberi ou Filippo Vadi avec des acceptions voisines (la coda longa chez Fiore et Vadi désigne en réalité la coda lunga larga e distesa bolonaise avec la pointe vers le sol derrière soi) ; et le nom de garde de la porte de fer existe d'ailleurs également en escrime allemande au XVe siècle dans la tradition de Lichtenauer comme garde secondaire chez divers maîtres (sous des noms divers : Eisenport, Ysen Port, etc.) pour des gardes effectivement apparentées à la porta di ferro italienne. 
Par ailleurs, les gardes de dessus le bras et de dessous le bras du bocle sont des équivalents directs des termes latins utilisés dans le manuscrit I.33 germanique de la fin du XIIIe siècle. Cela témoigne probablement de l'existence, au moins dès la seconde moitié du XIVe siècle, d'une tradition médiévale plus large et moins spécifique dans le sud de l'Europe et d'une contamination culturelle qui se serait faite au travers des Alpes, en ce qui concerne les noms, et donc sans doute d'une partie des pratiques. Cependant, les Bolonais ne prétendent rien inventer car :

« Vous devez savoir que ces noms ont été donnés aux gardes par les anciens, & qu'ils ont été confirmés à l'usage par les modernes. »

— (Dall'Agocchie, livre 1, 11r)
.
Il est à noter qu'Angelo Viggiani, bien que classable dans les maîtres bolonais, présente une nomenclature différente des gardes traditionnelles, qu'il connaissait mais qualifiait de "l'école commune": les formes sont similaires, mais les gardes sont numérotées, puis renommées d'après leurs caractéristiques offensives ou défensives et leur degré de perfection, c'est-à-dire le fait de faciliter l'estoc.

### Les coups
Les frappes pratiquées dans les traités sont à la fois de taille et d'estoc, comme en escrime médiévale.

#### Coups de taille
On distingue les coups de taille suivants:
- le mandritto: coup diagonal de haut en bas depuis la droite (donc heurtant l'épaule gauche de l'adversaire)
- le riverso: coup diagonal de haut en bas depuis la gauche
- le fendente: coup vertical de haut en bas
- le tondo: coup horizontal
- le ridoppio: coup diagonal de bas en haut effectué avec le vrai tranchant[19], assez peu utilisé.
- le falso: coup diagonal de bas en haut effectué avec le faux tranchant, très utilisé
- le montante: coup vertical de bas en haut.

Ces frappes de taille sur huit directions sont utilisées également chez Fiore de'i Liberi ou Vadi, avec des noms parfois similaires (mandritto, fendente), ou en escrime allemande, chez Joachim Meÿer. En effet cette nomenclature est relativement naturelle.
Deux types supplémentaires de coups de taille sont pratiqués en faisant faire un moulinet avec la lame, ce qui est un élément distinctif du style bolonais :
- le molinetto, rarement utilisé, évoqué dans le MS-345 : moulinet à l'extérieur (lame moulinant du côté droit, si on est droitier)
- le tramazzone (estramaçon), très utilisé: moulinet à l'intérieur (lame moulinant sur la gauche, si on est droitier).

L'introduction du MS-345 indique que ces deux derniers coups sont utilisés exclusivement avec un bocle à la main gauche, mais de toute évidence, en lisant les autres auteurs, cela n'est pas forcément vrai.

#### Coups d'estoc
Deux grandes familles de coups d'estoc (de la pointe) sont également présents, avec des sous-variantes :
- la stoccata (estocade): on frappe avec la pointe, celle-ci étant plus haute que la main
- l'imbroccata (imbroncade): on frappe avec la pointe, celle-ci étant plus basse que la main.

On retrouve ces deux types de coups d'estoc, avec ces noms-là, chez des auteurs italiens plus tardifs comme Salvator Fabris. Mais l'estoc n'est pas nouveau, tant s'en faut : il est mentionné chez Fiore dei Liberi et dans les traités germaniques d'épée longue, il est donc déjà bien pratiqué au Moyen Âge. Dall'Agocchie s'illustre particulièrement à ce sujet, grâce à une discussion intéressante sur la manière d'enseigner à un novice complet, la manière de remporter un duel avec juste un mois de préparation: il recommande alors de n'enseigner que l'estoc comme forme d'attaque. En effet, il écrit que :

« Les deux [taille et estoc] sont bons. Cependant, je tiens l'estoc pour meilleur, car il prend moins de temps par le fait que l'on soit plus près de l'ennemi, & car il est plus fatal [...]. Au contraire, avec la taille l'on s'expose plus, & l'on prend plus de temps car lors du mouvement de la main, l'épée s'éloigne plus de l'ennemi. »

— (Dell'Arte di Scrima, 14r, 1572)
En cela, il suit le goût du jour de la fin du XVIe siècle, de privilégier l'estoc; en réalité cette tendance est amorcée dès Agrippa en 1553.

### Quelques traits distinctifs
Il est difficile de parler d'innovations, car l'escrime qui est pratiquée n'est pas radicalement nouvelle et d'ailleurs les maîtres eux-mêmes ne revendiquent aucune innovation. Par exemple, Dall'Agoccie écrit, au sujet de ceux qui disent autrement :

« Je pense que ceux qui disent ainsi se trompent assez, car quels nouveaux coups ont été trouvés de nouveau par les modernes, qui ne tiennent leur origine dans les temps passés? Il me semble que toutes les gardes, les coups, & toutes les autres choses qui s'utilisent dans les temps présents ont également été utilisées à l'époque des anciens. »

— (13r, livre 1)
.
Cependant un certain nombre d'éléments font que l'escrime de Bologne possède un certain nombre de caractéristiques qui lui donnent un style véritablement propre.

#### Une pédagogie particulière: lesassaltiet une vision arborescente de l'art
Les traités de Manciolino et Marozzo sont uniques dans le sens où ils s'adressent non pas à un élève mais à un maître d'armes en devenir. Dans leur introduction, de nombreux éléments transparaissent permettant de donner des indices sur la manière dont les cours se déroulent. Ainsi l'élève est, au début de sa formation, pris en cours particulier. L'élève doit jurer de ne pas divulguer les secrets de la salle d'armes et ses proches, s'ils assistent à la leçon, doivent également jurer. Les assauts entre élèves avancés et la manière dont ils doivent se dérouler sont évoqués et réglés.
Dans l'Opera Nova de Marozzo, après les généralités introductives et la nomenclature des gardes et des coups, est décrite la manière de se battre. Cette description se fait par le biais de combats fictifs, appelés assalti (assauts). Ces assauts permettent d'exposer en pratique les concepts par une série de coups, de parades, de ripostes et de feintes, placées dans leur contexte. Bien évidemment, ce combat est idéalisé. Certains assauts peuvent également être pratiqués seuls. Cette approche, certes difficile à lire, est néanmoins très originale et précieuse aujourd'hui pour comprendre l'escrime telle qu'elle se pratiquait alors. En effet, par la description minutieuse de la succession des positions des jambes et des gardes des deux combattants, elle est probablement ce que l'on peut faire de mieux pour illustrer un combat et les intentions des tireurs à l'écrit, faute de moyens technologiques plus modernes.  Ce concept d'assauts ne se retrouve généralement pas (sauf chez Joachim Meyer) dans les traités antérieurs ou postérieurs, souvent beaucoup plus abstraits (c'est-à-dire que les techniques sont exposées individuellement et de manière isolée). Il n'est pas précisé si ces assauts servent juste un but illustratif ou s'ils doivent être effectués comme une chorégraphie par les élèves afin d'automatiser le geste.
Chez Manciolino, le schéma est similaire à celui de Marozzo, bien qu'il intercale, entre la nomenclature et les assauts, une description systématique des coups pouvant être effectués depuis chaque garde, ainsi que toutes les parades, ripostes et feintes que l'on peut effectuer. L'on arrive ainsi à une description arborescente systématique des coups, permettant de décider de manière raisonnée quelle action est la plus appropriée à un instant donné. Cette description systématique, bienvenue, permet de s'y retrouver : chez Marozzo, c'est au lecteur de construire le répertoire à partir des nombreuses descriptions données dans les assalti, ce qui est « trop exigeant pour ne pas égarer son public ». Dall'Agocchie procède de même que Manciolino mais avec une moins grande quantité d'assauts pour se concentrer sur une description arborescente similaire, encore plus dépouillée, mais également plus claire. Viggiani utilise lui-même explicitement le terme d'arbre pour expliquer son raisonnement. Globalement, on assiste donc à une simplification de la description de l'art, mais sans perdre ce qui en fait son essence, car les techniques restent globalement les mêmes.

#### Une escrime courtoise
Les traités font la distinction entre deux types d'épées: les spade da filo (épées éfilées, affûtées), et les spade da gioco (épées de jeu, émoussées). Manciolino et le traité anonyme MS-345 sont les premiers à évoquer des règles utilisées dans un contexte ludique, voire sportif, si l'on ose ce mot: ainsi une frappe à la tête vaut trois points, tandis qu'une frappe au corps ne vaut qu'un point, et une frappe au pied deux (car elle plus difficile à donner). Est également mentionnée la règle dite du contrapasso où un tireur, touché par son adversaire, a le droit de riposter après la touche, afin de venger son honneur, pourvu qu'il ne fasse pas plus d'un pas; car il est dit en effet que lors d'un combat réel, l'on n'est pas forcément mis hors d'état de nuire immédiatement. On assiste donc ici à l'apparition d'une des premières conventions d'escrime.
La beauté du geste et la dextérité est un paramètre important pour déstabiliser l'adversaire et impressionner ses pairs, et les auteurs insistent sur ce point par tout un répertoire de qualificatifs (« galamment », « fort gentiment » etc.). N'oublions pas que les maîtres d'armes s'adressent à un public particulier, noble! Bien évidemment, ils insistent également sur la priorité de l'efficacité sur la beauté, surtout lorsque le contexte n'est plus celui de la salle. Le jeu est donc explicitement embelli : voyons comment. Marozzo distingue trois phases lors d'un assaut: l'aller au jeu (andare a gioco), le jeu c'est-à-dire le combat proprement dit, et le retour du jeu (ritornar da gioco). Les deux adversaires étant en garde, séparés l'un de l'autre dans un coin et l'autre de la salle, ils s'approchent en effectuant des abbellimenti (embellissements), c'est-à-dire des enchaînements de frappes et des changements de garde dans le vide effectués avec dextérité. Manciolino décrit ainsi scrupuleusement de tels abbellimenti. Lors du jeu, les deux combattants s'affrontent. Après une touche, ils reviennent à leur place initiale (retour du jeu), en effectuant également des embellissements dont le but n'est véritablement que d'épater la galerie :

« [...] il doit être évident à la lecture de ce premier assaut que chacun d’eux est divisé en trois parties. La première est la façon d’aller au jeu. La seconde est le jeu. La troisième est le retour du jeu. Et comme la seconde a les coups offensants, la première et la troisième ont les extravagances et les joies »

— Manciolino, Livre 2, traduction A. Calonne.
Les auteurs ne précisent pas le but pédagogique de ces actions. À part leur côté esthétique, on peut supposer qu'elles permettent également d'impressionner l'adversaire, de le déstabiliser par les changements de garde rapides, et de favoriser le travail de mémorisation intellectuelle et musculaire.

#### Quelques spécificités techniques
Le style est formalisé autour d'un certain nombre de notions telles que le tempo, les provocations, les distances, les déplacements. Cette formalisation, surtout au niveau du tempo et des provocations, est relativement nouvelle à l'époque.
Dall'Agocchie distingue par exemple cinq moments (tempi) où il est optimal d'attaquer, et qui ne seraient pas étrangers à un escrimeur moderne:
1. après avoir paré
2. après avoir fait tomber l'attaque adverse dans le vide
3. sur l'avance de la main adverse, lorsque l'adversaire prépare son attaque
4. sur le changement de garde de l'adversaire
5. sur le déplacement de l'adversaire.

Toujours chez Dall'Agocchie, l'attaque proprement dite peut être effectuée de différentes manières :
1. en deux temps: parade, suivie d'une riposte
2. en un temps: où l'on blesse l'adversaire sans parer son attaque (en esquivant son coup) ou bien quand la parade permet également de blesser l'adversaire dans le même temps (on retrouve, sans qu'il y ait eu contamination culturelle[25], le concept de coup de maître de la tradition germanique contemporaine de Johannes Liechtenauer)
3. en un demi-temps, où l'on attaque pendant que l'adversaire réalise son attaque

Les maîtres bolonais insistent explicitement sur la nécessité de se couvrir lors de la retraite par un dernier coup, qui permet soit de redoubler la touche, soit de dévier une contre-attaque adverse (on se rappellera ici de la règle du contrapasso mentionnée plus haut).
Le concept de provocation couvre de manière générale le sens de feinte, ou de coup donné volontairement hors distance pour provoquer l'attaque d'un adversaire trop timoré. De même, les gardes sont décrites de telle manière qu'une partie du corps soit bien couverte, et l'autre particulièrement découverte, afin de volontairement tenter l'adversaire. Ces concepts ne sont pas aussi explicitement détaillés dans les traités italiens antérieurs (Fiore de'i Liberi, ou Filippo Vadi); en revanche les feintes (Fehler, littéralement erreurs) sont présentes dans les traités germaniques contemporains.
Le concept de distance est expliqué en distinguant deux types de jeu: le jeu large (gioco largo) où les adversaires peuvent effectuer des coups amples, et le jeu serré (gioco stretto), où les épées sont croisées, ce qui nécessite d'autres types d'actions pouvant in fine mener à la lutte. Il n'y a pas réellement d'innovation ici, car Fiore dei Liberi distinguait les mêmes types de distance; d'autre part les auteurs allemands de la même époque avaient des concepts similaires.
Les déplacements sont dans la lignée des textes antérieurs mais la nomenclature des déplacements possibles est détaillée avec beaucoup plus de précision dans MS-345, que dans les autres traités contemporains et antérieurs: il y a des déplacements en avant, en arrière, sur le côté, en diagonale, avec de nombreuses variantes. De manière générale, pour parer une attaque, il est recommandé de faire un pas sur le côté en s'approchant de l'adversaire, afin que la vitesse tangentielle de l'arme adverse soit plus réduite. Ce texte donne donc un éclairage nouveau et fondamental à l'escrime italienne de la fin du XVe siècle (si l'on extrapole sur le fait que les coups et les gardes sont également pratiqués hors de Bologne, comme on l'a vu plus haut).

## L'héritage laissé par les bolonais
L'influence bolonaise, et plus généralement italienne sur l'escrime du XVIe siècle est indéniable et extrêmement forte. Cette influence a été soit directe, soit indirecte. De manière générale, on peut dire que l'escrime bolonaise a été une école très active, qui a eu un retentissement important dans le reste de l'Italie, qui a à son tour influencé le reste de l'Europe dans le domaine.

### Les dynasties de maîtres d'armes italiens à l'étranger
De véritables dynasties de maîtres d'armes italiens ont exercé leur métier dans des cours étrangères : cela faisait bien d'avoir un maître d'armes italien. On peut citer ici l'exemple de Girolamo Cavalcabo, bolonais qui enseigna à Paris, ainsi que son fils, César, qui enseigna à la cour du roi jusqu'en 1642. De même, de nombreux maîtres italiens ont exercé à Londres, comme Vincentio Saviolo (?-1598/9), né à Padoue. Le grand maître italien Salvator Fabris, de Padoue, a exercé à Brême dans les années 1590.

### L'influence italienne sur l'escrime européenne durant leXVIesiècle
En 1553, l'architecte italien Camillo Agrippa rédige un traité très moderne: Il Trattato Di Scientia d' Arme, con un Dialogo di Filosofia. Il est l'un des premiers à simplifier la nomenclature des gardes pour n'en retenir que quatre: prime, seconde, tierce et quarte (contrairement à la multitude de gardes de l'escrime bolonaise). Le traité est novateur en ce qu'il fait grand usage de figures géométriques, ce qui réflète la profession de son auteur ainsi qu'une volonté de faire passer l'escrime du rang d'art à celui de science afin de gagner en prestige (mais maître Dardi n'était-il pas lui aussi professeur d'université?). La différence est fondamentale: le terme art, est à comprendre selon le sens qu'il avait jusqu'à la Renaissance, c'est-à-dire que l'art désigne un certain nombre de règles de production associée à une notion d'effort; il en ressort que l'on ne faisait pas véritablement la différence entre un artisan et un artiste, et que l'art avait un rang inférieur à celui de science (ensemble de connaissances pures). Camillo Agrippa influencera à son tour ses compatriotes Ridolfo Capoferro, Salvator Fabris, ainsi que Jerónimo de Carranza, considéré comme le père de l'escrime espagnole à la rapière. Indirectement, donc, Agrippa a influencé l'escrime jusqu'à celle qui est pratiquée de nos jours.
Il a été noté plus haut que le traité du dernier grand maître germanique Joachim Meÿer, de 1570 (également réédité en 1610), présentait de fortes similarités avec l'escrime bolonaise : sans que l'on connaisse les liens exacts que l'auteur a pu avoir avec cette tradition. Voici cependant un certain nombre de traits qui rapprochent son enseignement des italiens. Pour commencer, il s'agit probablement du seul traité non italien utilisant à profit le concept d'assalto (sans le nommer), c'est-à-dire présentant des enchaînements longs et élaborés de coups dans des combats fictifs, à l'épée longue notamment, après avoir fait une description raisonnée des techniques élémentaires. Ensuite, il introduit l'utilisation de figures géométriques d'aide à la mémorisation des coups, conceptuellement identiques à ce qui se pratiquait en Italie chez Dei Liberi et chez les bolonais (les segni). Enfin, il théorise l'utilisation d'une arme nommée Rapier, en réalité l'épée de côté: à part la germanisation des noms, les techniques sont visuellement équivalentes à ce qui est fait en Italie et qui a dû, vers 1560-1570, déjà être exporté vers le Nord de l'Europe.

### L'influence en contre-réaction des maîtres étrangers
L'Académie des armes de France a été créé en 1569 sous Charles X afin de promouvoir l'escrime française (avec probablement une certaine arrière-pensée nationaliste). En 1573, Henry de Saint Didier publia un traité nommé Les secrets du premier livre sur l'épée seule. Il avait servi comme militaire en Italie entre 1554 et 1555. Le traité tente résolument de simplifier l'escrime telle qu'elle est enseignée à l'époque. Par rapport à la nomenclature bolonaise, Saint Didier diminue les coups pour les ramener au nombre de trois: mains-droits, revers, estocade; il simplifie de même les gardes, et s'oppose violemment dans le texte à un certain maître napolitain nommé Fabrice (peut-être Salvator Fabris mais ce n'est qu'une hypothèse). En cela l'on peut noter une volonté manifeste de se détacher de l'influence italienne, sans pourtant y arriver complètement étant donné que la terminologie, francisée, est originellement italienne.
En 1594, le traité de Giacomo Di Grassi, Ragione di adoprar sicuramente l'Arme, si da offesa come da difesa publié à Venise en 1570, fut publié en version traduite en anglais sous le nom His True Arte of Defence. En 1595 suivit le traité de Vincentio Saviolo, His Practice, après que celui-ci ait émigré à Londres pour y exercer. En 1599, George Silver, anglais, publia son Paradoxes of Defence pour montrer que l'escrime italienne était défectueuse, contrairement aux traditions anglaises dont Silver se faisait le champion. Il s'agissait d'une réaction directe à Saviolo, dont on sait, par la lecture du traité de Silver, qu'il était particulièrement peu apprécié de lui. Il s'agit d'un des premiers traités témoignant d'une escrime nationale anglaise.

### L'escrime bolonaise aujourd'hui
Dans le cadre de la démarche de reconstitution des arts martiaux historiques européens, l'escrime bolonaise renaît grâce aux travaux d'étude de passionnés. Mise à part l'étude des textes, l'escrime est par exemple pratiquée sous la forme de concours du meilleur assalto (comme à la rencontre HEMAC de Forence en 2015) ou de tournois compétitifs dédiés, comme le Helsinki Bolognese Open fencing tournament, tenu depuis 2013.

## Transcriptions et traités en ligne
- Introduction du MS-345
- Traité d'Achille Marozzo
- Traité d'Antonio Manciolino
- Traité de dall'Agocchie